# Леонард Нельсон
Леона́рд Не́льсон (нім. Leonard Nelson; 11 липня 1882, Берлін — 29 жовтня 1927, Геттінген) — німецький філософ і психолог, глава психологічної течії в неокантіанстві, послідовник Якоба Фріза, засновник неофризької школи в неокантіанстві, співзасновник Міжнародного соціалістичного союзу боротьби. Нельсон доводив неможливість загальної теорії пізнання.